# Ex-officio
Termenul ex-officio este o expresie latină provenită din Dreptul roman și care înseamnă literalmente „din oficiu, în mod automat”, iar sensul intenționat este „datorită oficiului (postului) deținut”. De exemplu, Președintele Franței este ex officio Co-Principe al Andorrei⁠(en)[traduceți].
Un membru ex-officio este un membru al unui corp (adunare, comisie, consiliu etc.), care face parte din acesta, în virtutea deținerii altei funcții. Un avocat ex officio este un apărător „din oficiu”.
În Universitatea București, șeful catedrei care își încheie mandatul este membru ex officio al biroului nou ales al catedrei, în condițiile respectării principiilor generale de eligibilitate în organismele de conducere.